# Xã Plummer, Quận Brule, Nam Dakota
Xã Plummer (tiếng Anh: Plummer Township) là một xã thuộc quận Brule, tiểu bang Nam Dakota, Hoa Kỳ. Năm 2010, dân số của xã này là 22 người.